# 路線牌

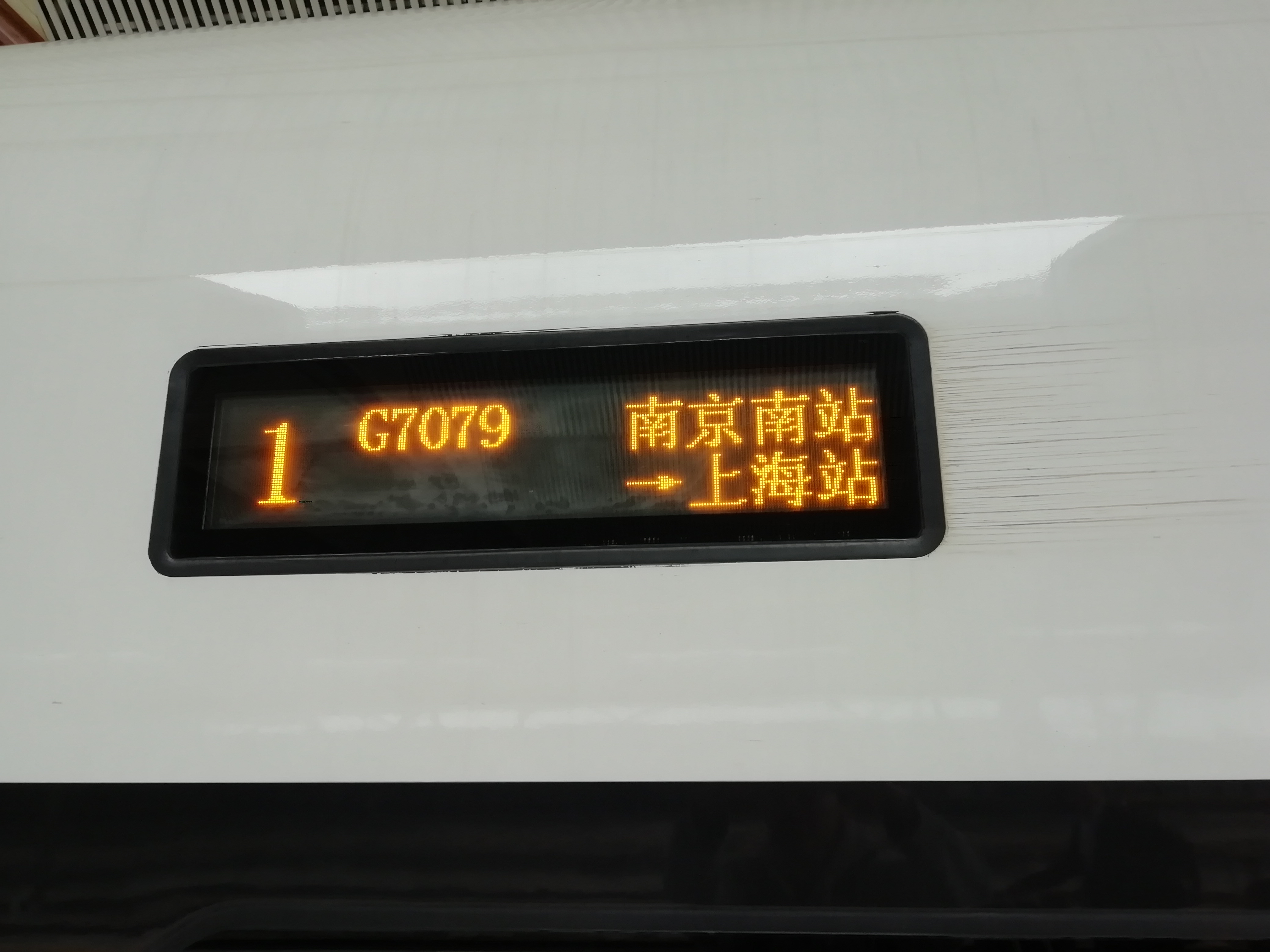
CR400BF型电力动车组的LED方向牌

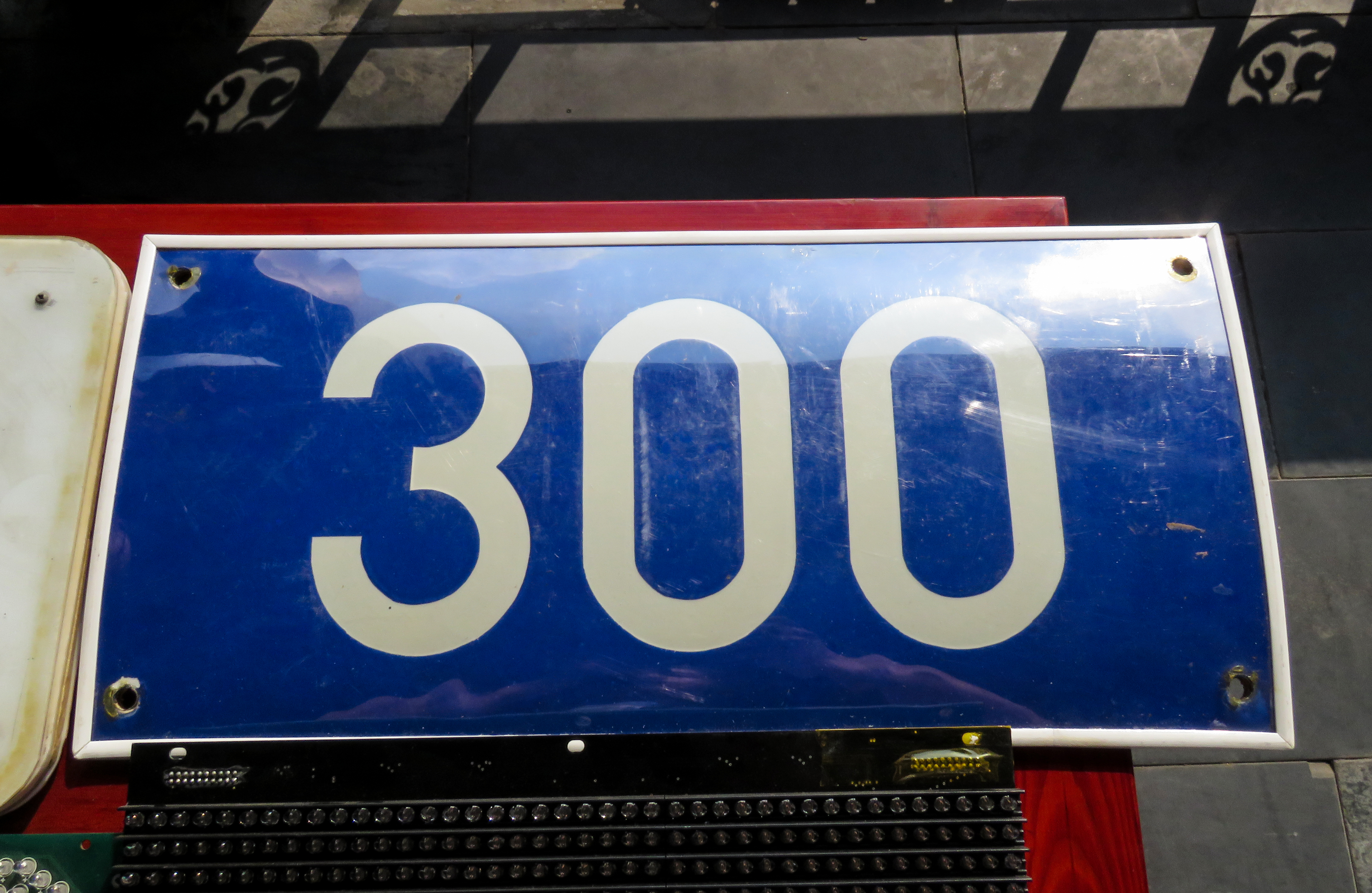
早期北京公交300路的路线牌

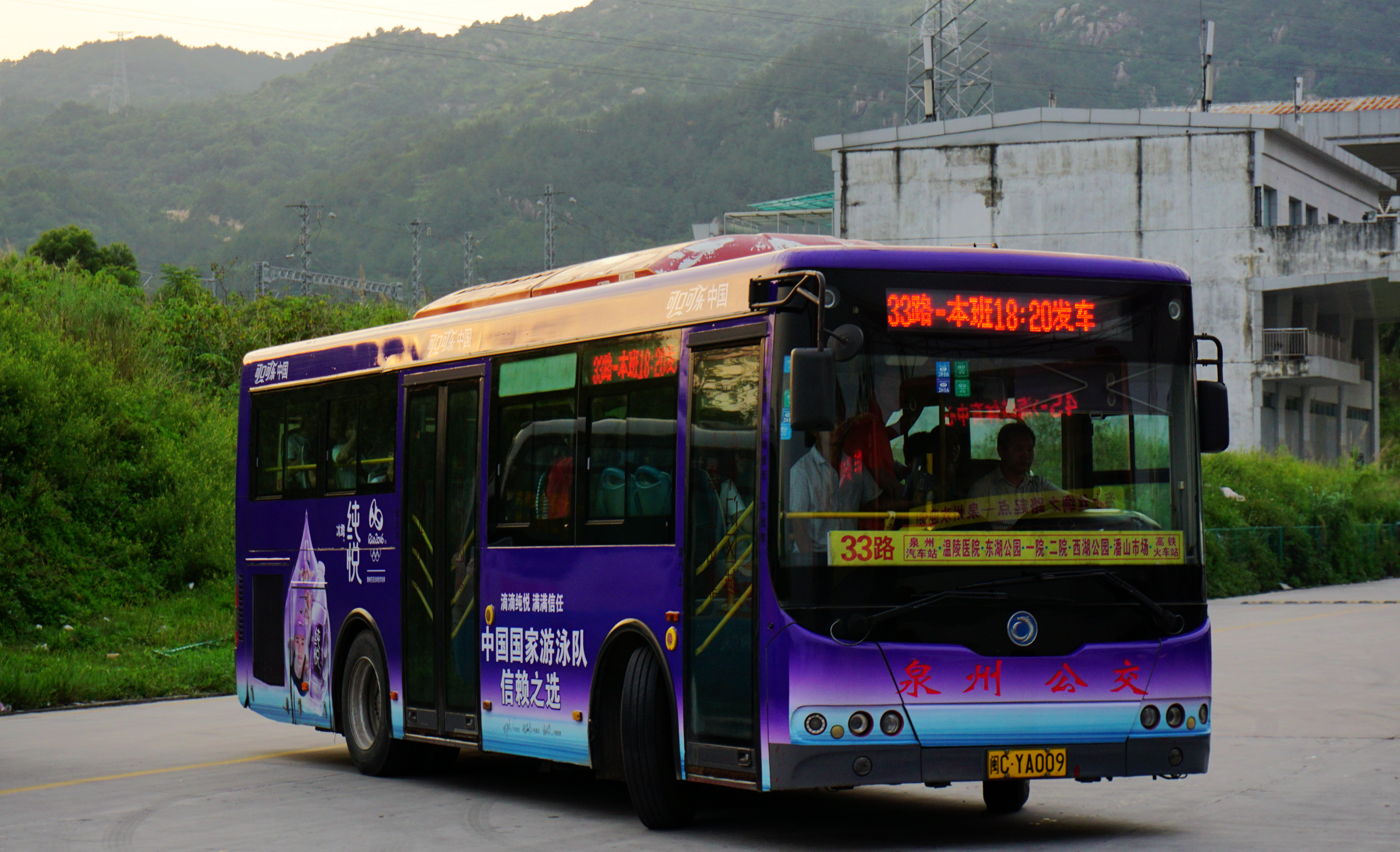
泉州公交33路的LED点阵式路线牌
（附带发车时间显示）

路線牌是一種常設在公車、路面電車或鐵路列車等大眾運輸交通工具上，作為指示路線編號與目的地（有時也會同時標示起點與中途停站）的顯示設備。由於常置於車輛前擋風玻璃上方醒目處，因此又常稱車頭牌（可對應英文中的Headsign之稱呼方式）。除此之外，車輛的尾部與側面有時也會設置有路線牌，以方便路邊或後方的其他用路人辨識。
配合時代的改變與技術的演進，路線牌的顯示方式也有不小的變化。在過去捲布式路線牌（Rollsign）是很常見的設計，除此之外預先將要顯示的資訊印刷在一片一片的壓克力板上、再根據需要以人工或機械方式切換的膠牌式路線牌也經常見到。今日的大眾運輸工具已陸續改用數位控制的電子式路線牌，並採用液晶顯示幕（LCD）或發光二極體顯示幕（LED）作為畫面顯示的方式。此類的新式路線牌能根據需求快速地編輯顯示畫面，除了方便調度之外，也能以較動態的方式（例如跑馬燈或循環切換畫面）顯示更豐富的內容資訊。

## 中國大陆
中国国铁（现在的中国铁路总公司）大多只在车身侧面设置方向牌。上面写着列车车次和始发站、终到站，俗称“水牌”。
动车组列车的车辆，在LED面板上用中文和英语交替表示列车车次和始发站・终到站。普速列车的车辆几乎都用贴纸标示，近年來有部分已被LED化。

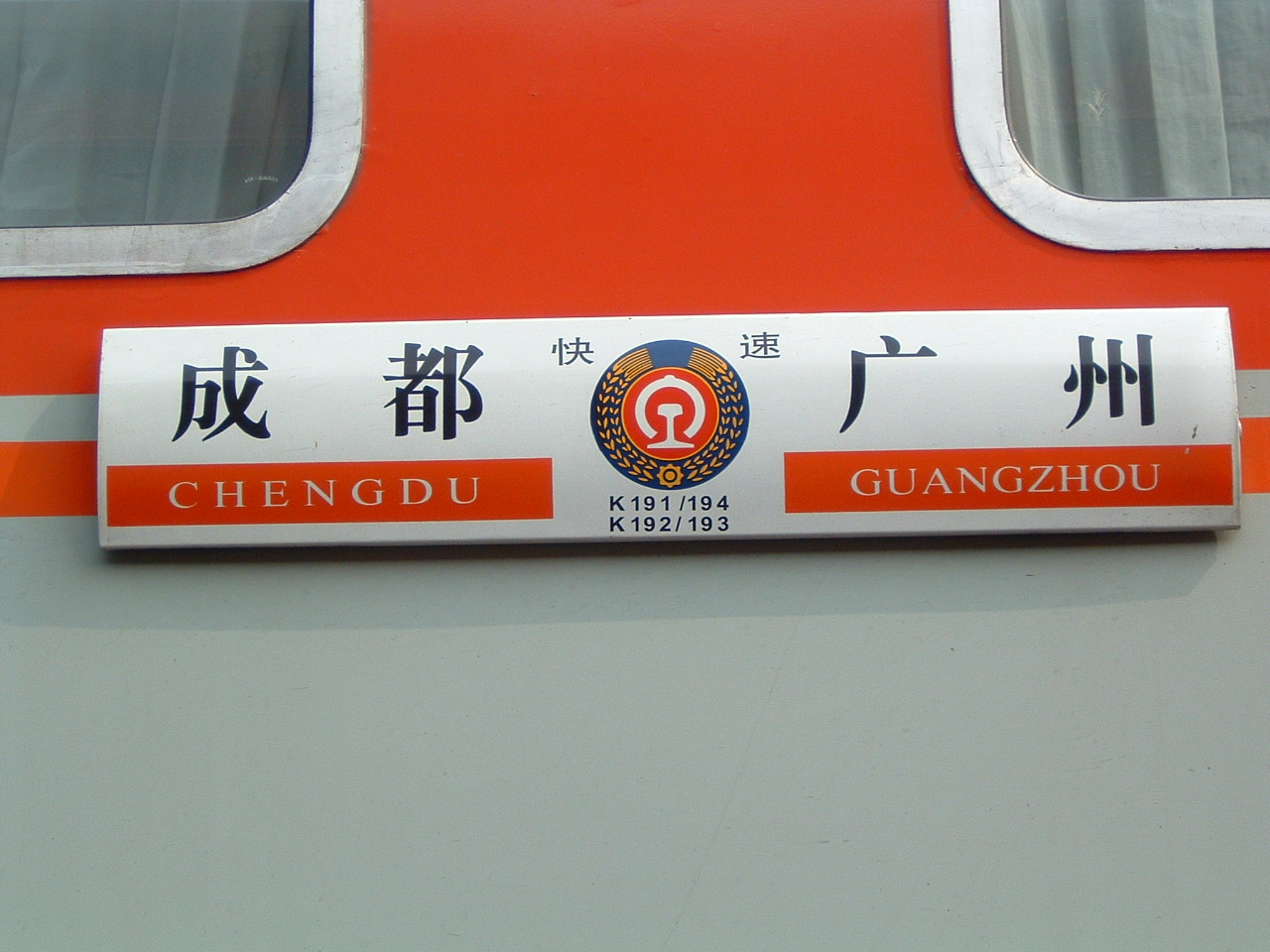
K192/193、K194/191次列车的铁质“水牌”
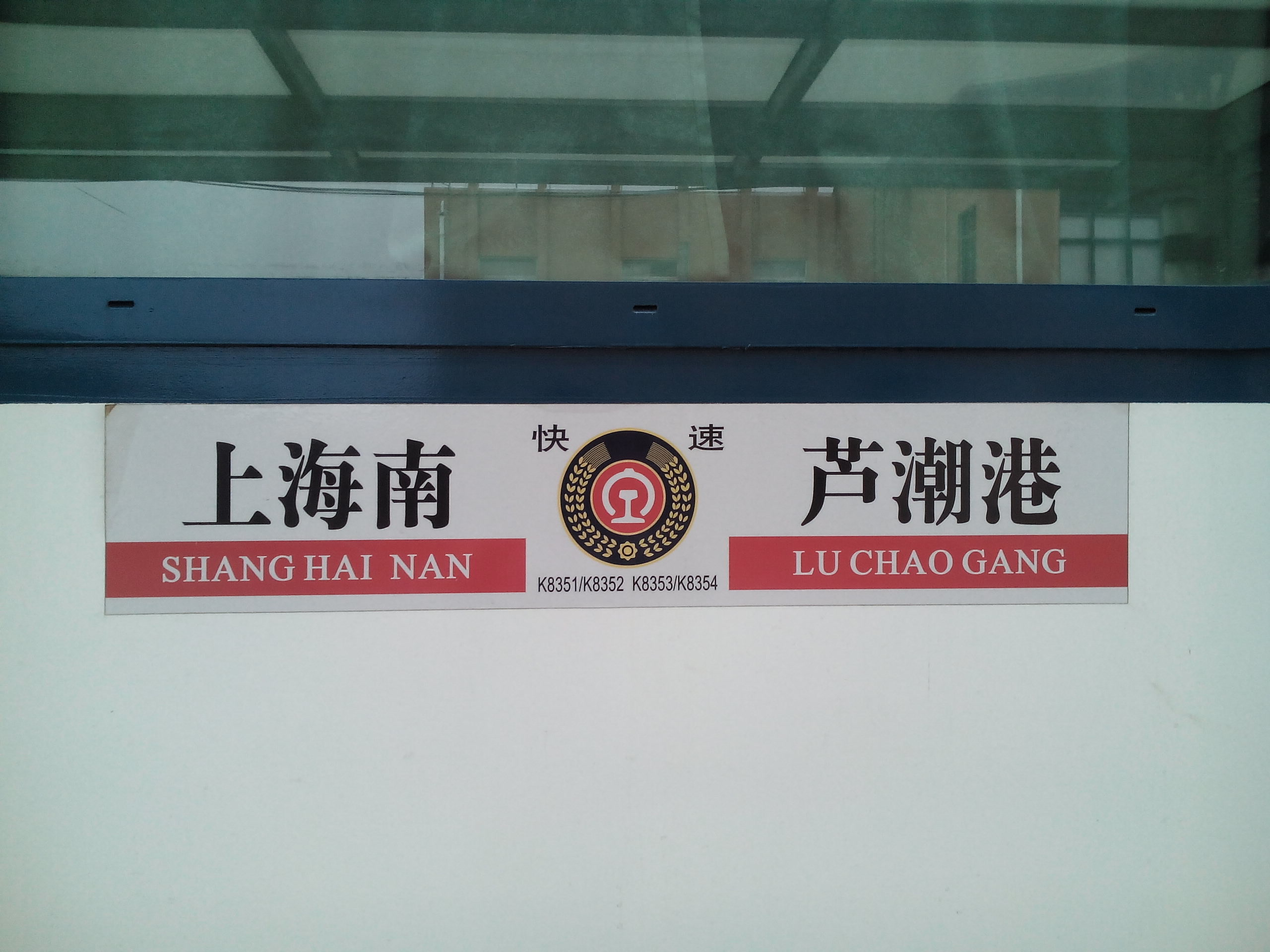
K8351/8352、K8353/8354次列车的纸质“水牌”
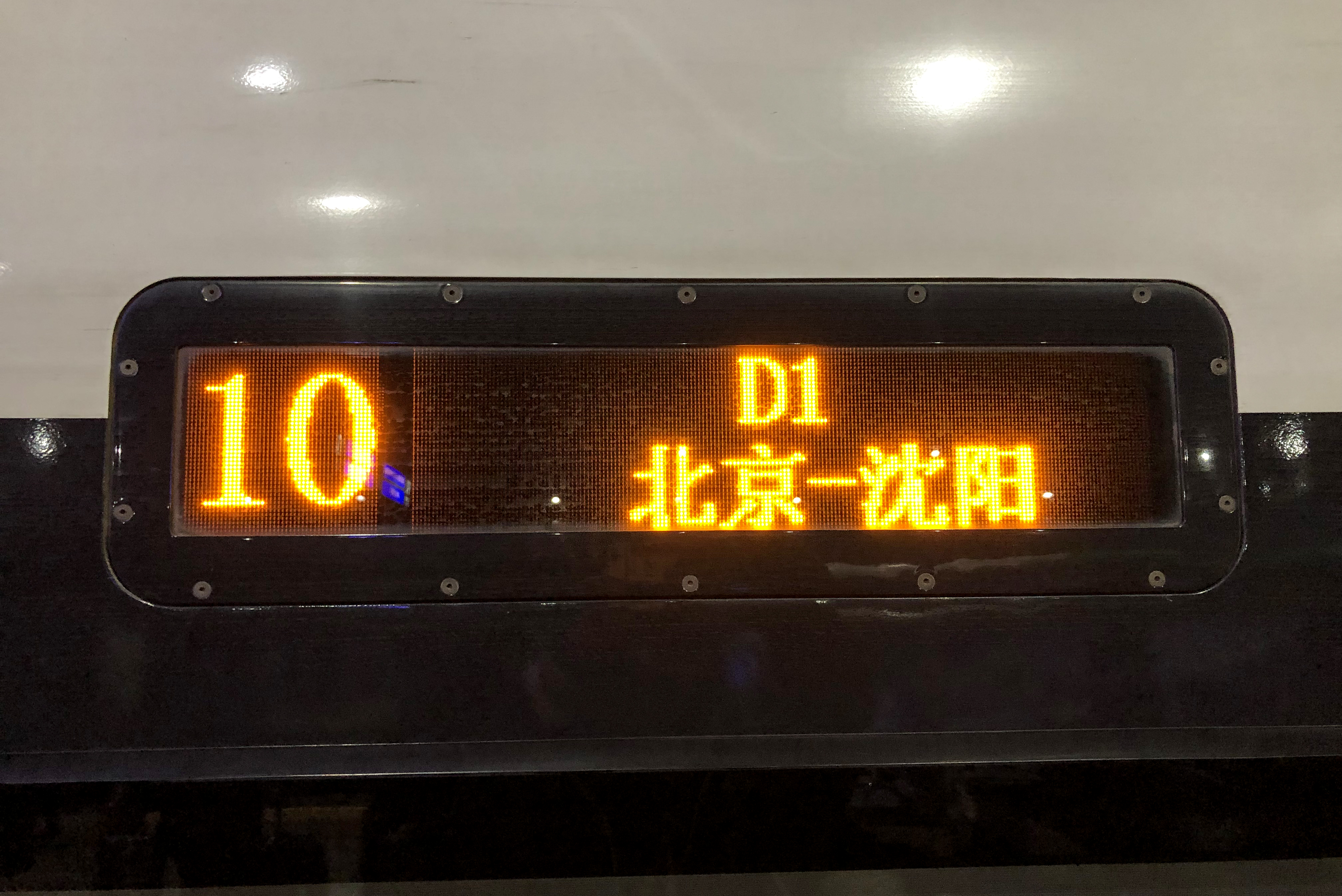
D1次列车的电子“水牌”

## 台湾
台鐵的列車路線牌上显示車種（如太魯閣號、普悠瑪號等）與終點站。縱貫線的部分因中途路線分歧為「山線」與「海線」，所以會於路線牌上特別標示為哪條路線。路線牌已LED化之列車則按「車廂編號→車次號碼→車種→經由路線（沒有跨路線則跳過不顯示）→終點站」之順序循環顯示。
台北捷運部分路線（如中和新蘆線、淡水信義線）的列車為有分歧路線或有區間車的路線，因此所有路線牌上顯示的資訊為路線代號與終點站（舊版顯示器則僅顯示終點站，並搭配路線顏色的眉燈）。

## 日本

### 表示内容
主要记载了列车终点站和铁路线路名称。也有加上经由站和列车种类的东西，也有与终点站组合了路线名的表示。另外，往返于规定区间的列车，有时会显示两端的车站。
有轨电车中，有只显示最后一班车为红色，将前面一班车的车辆表示为绿色的例子。在记载列车种类的情况下，也有区分种类，增加行驶路线的线的颜色的例子。

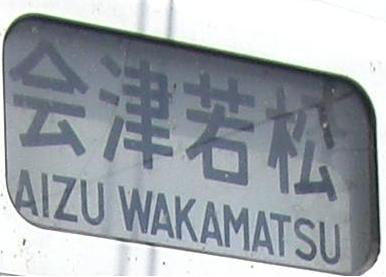
只显示终点站
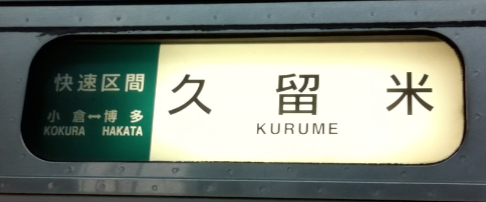
在终点站的区间（这种情况下，小仓和博多之间可以快速驾驶，其他区间则变成普通列车）并列的例子
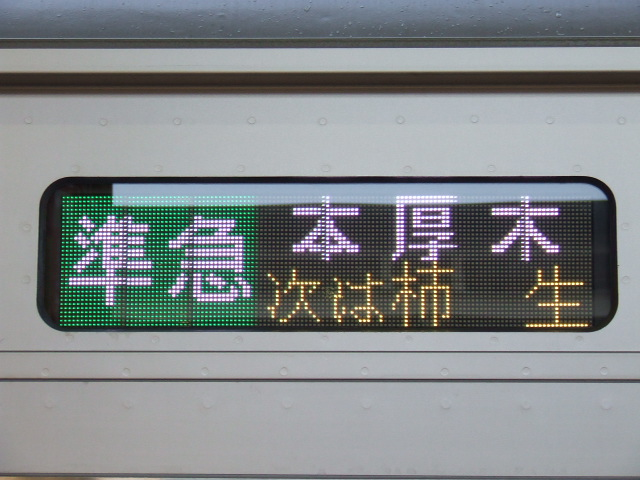
在终点站和下一站并列的例子
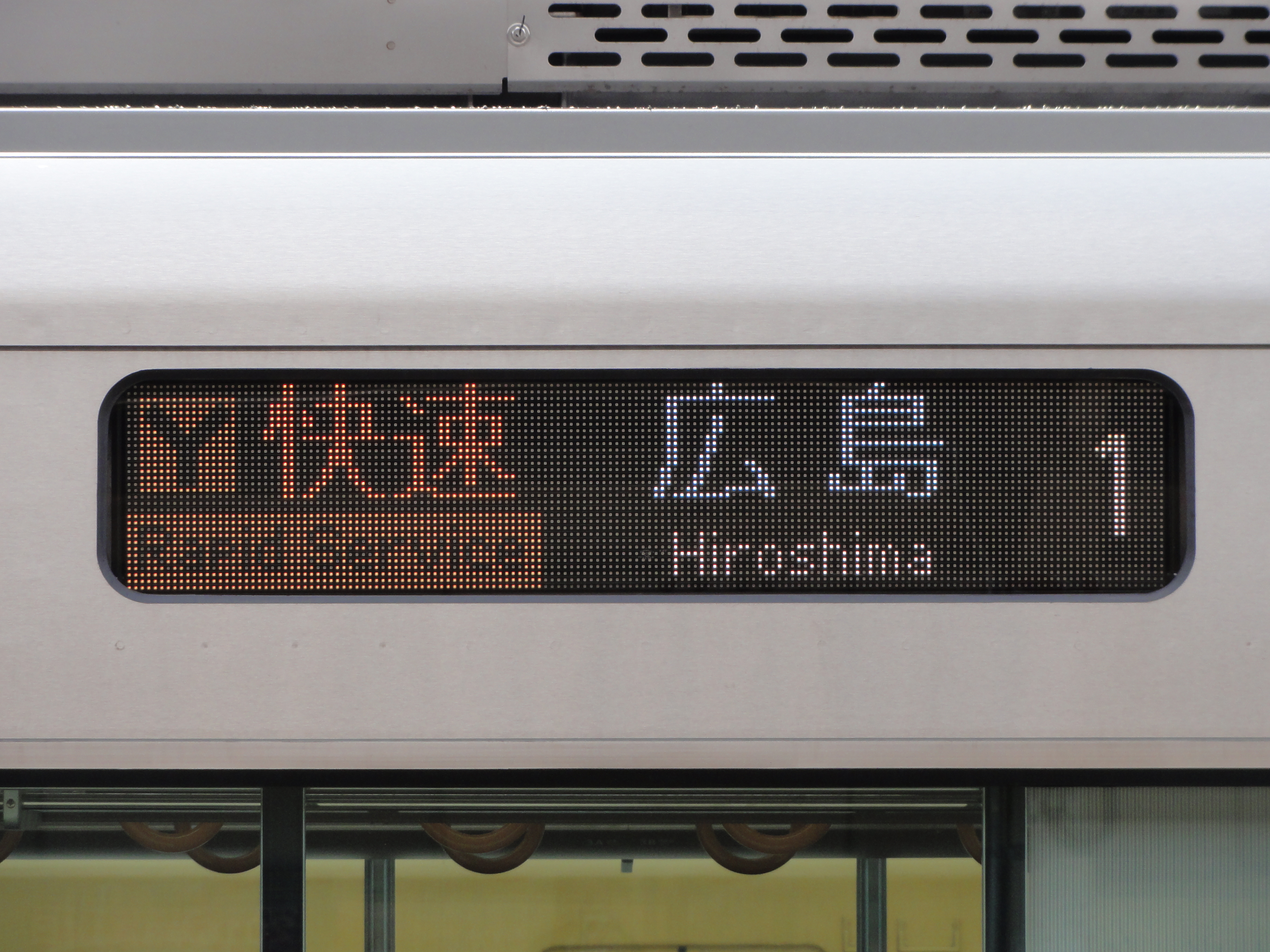
在终点站按列车类别并列号车号码的例子
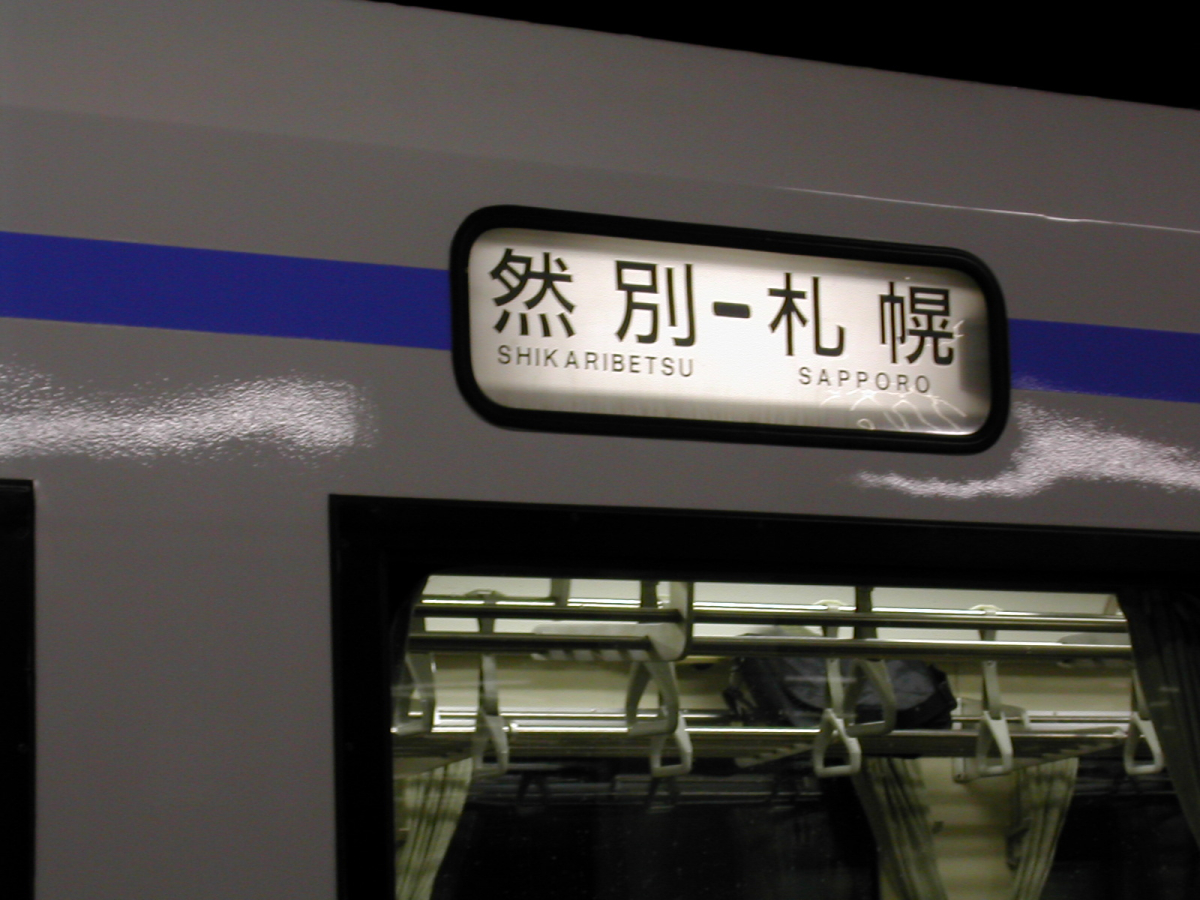
显示列车两端的终点站
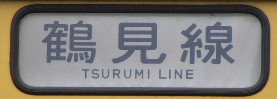
不显示目的地，只显示路线名称
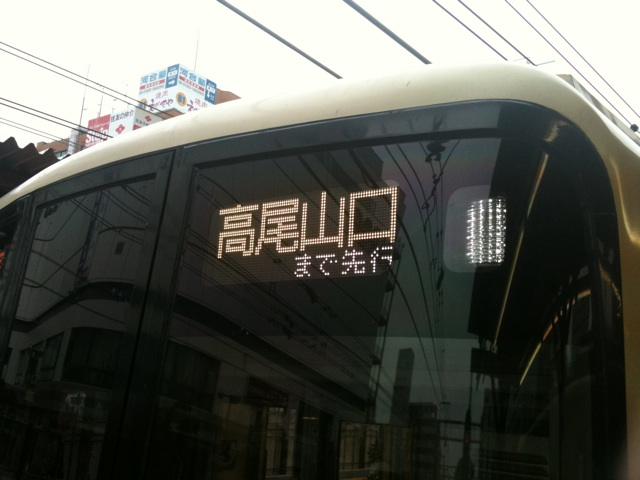
（参考）高尾山口先行至
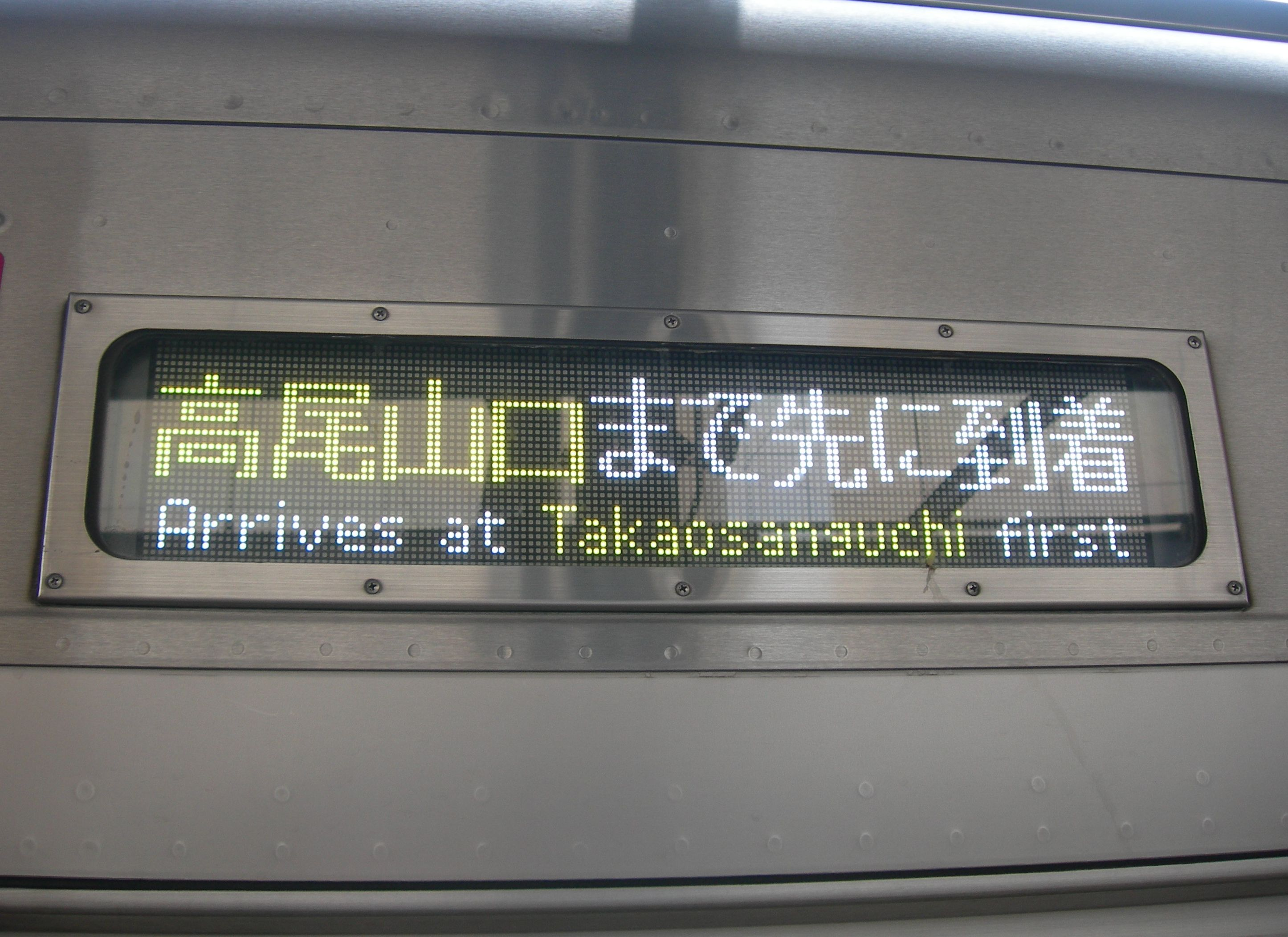
（参考）高尾山口到达目的地
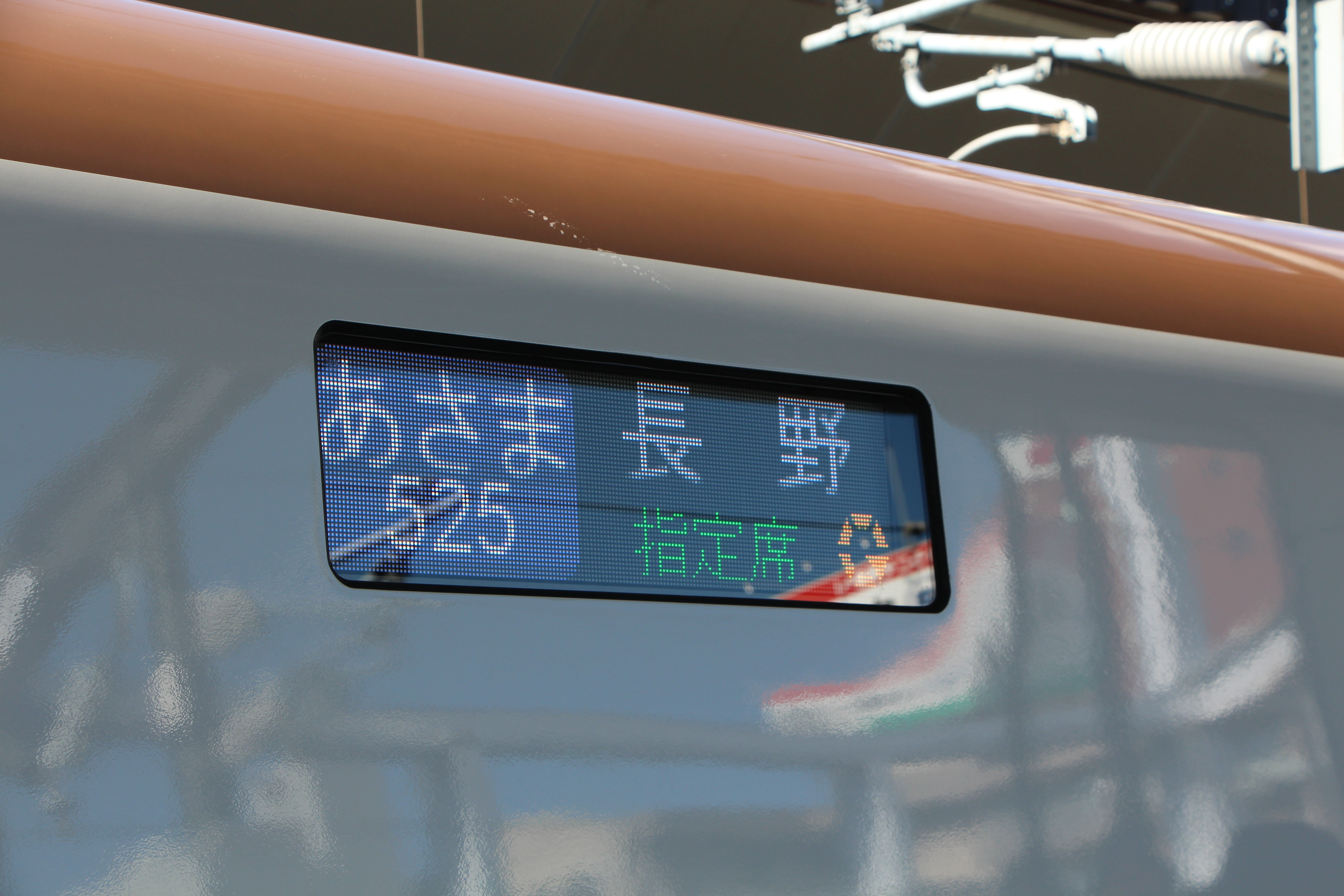
列车名显示号数、目的地、自由席或指定席、有无高等级

### 安装位置
设置在车辆的正面和侧面。正面的显示大多设置在驾驶座窗的上部或下部。侧面的表示设置在窗的上部。无论哪种车辆，或者哪种车辆都没有。

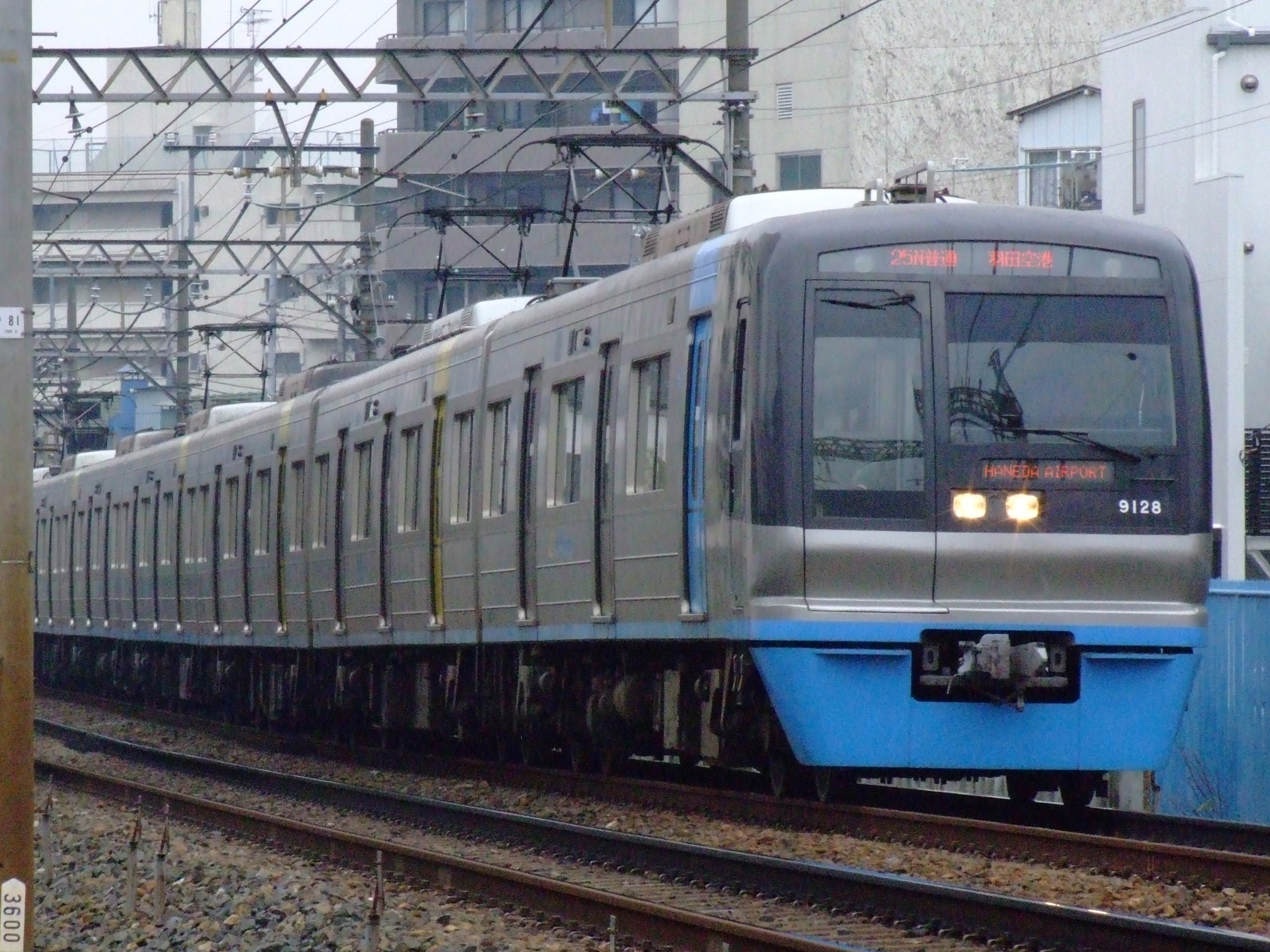
正面上全体
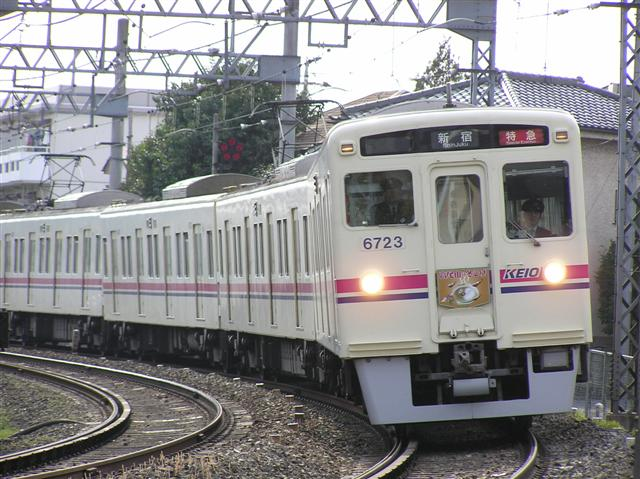
正面中央上
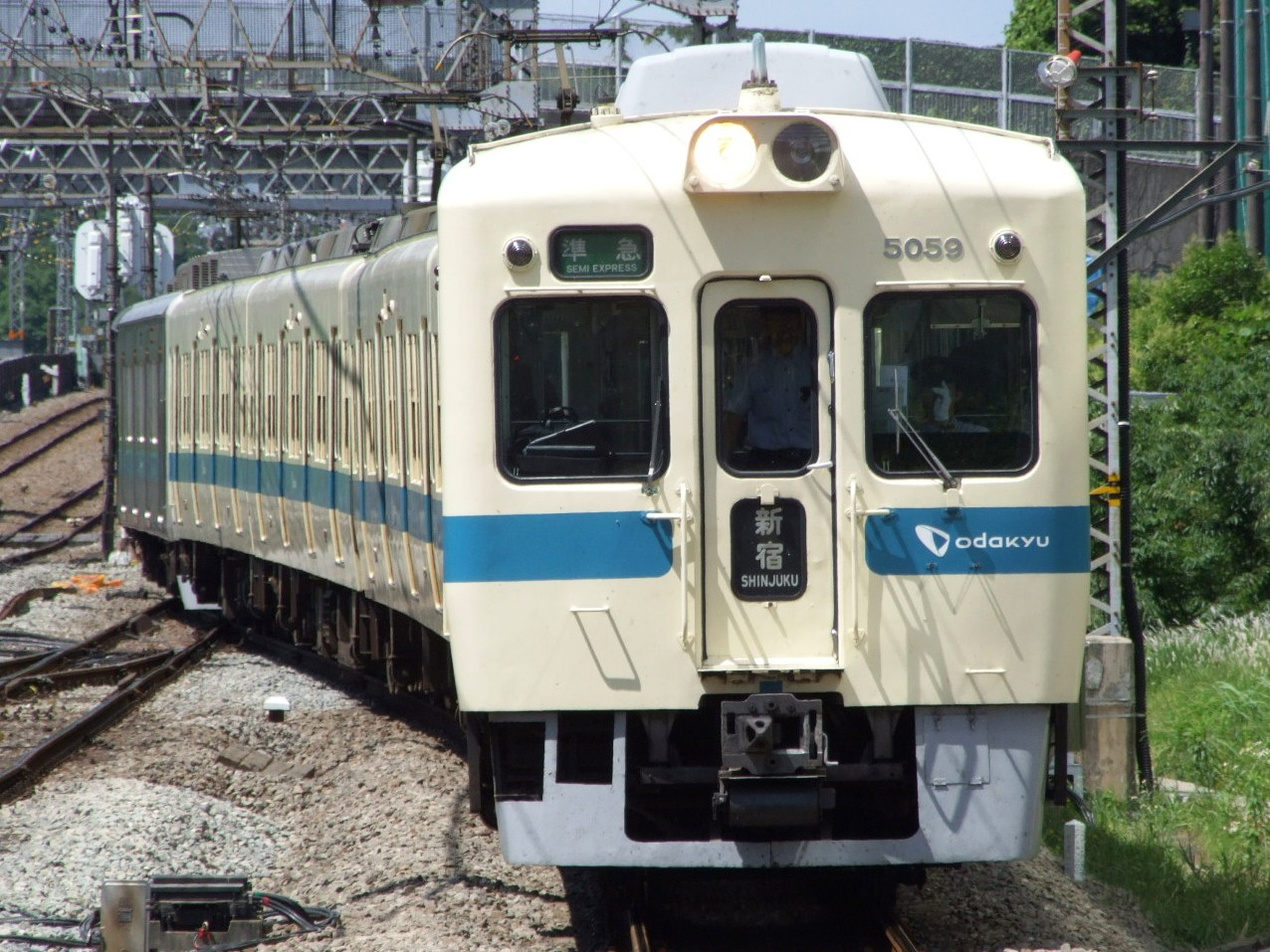
正面中央下
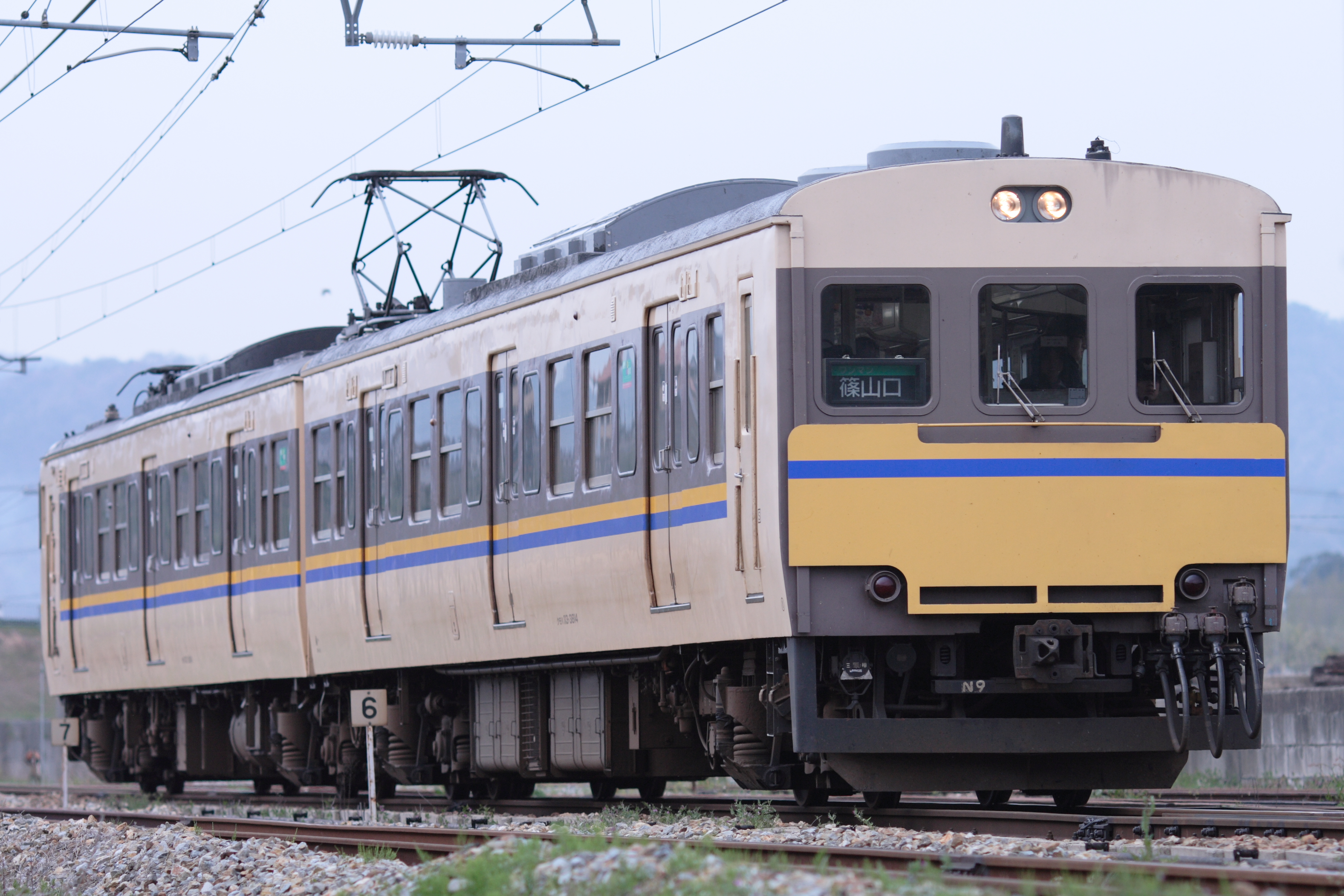
驾驶座和对面的窗户
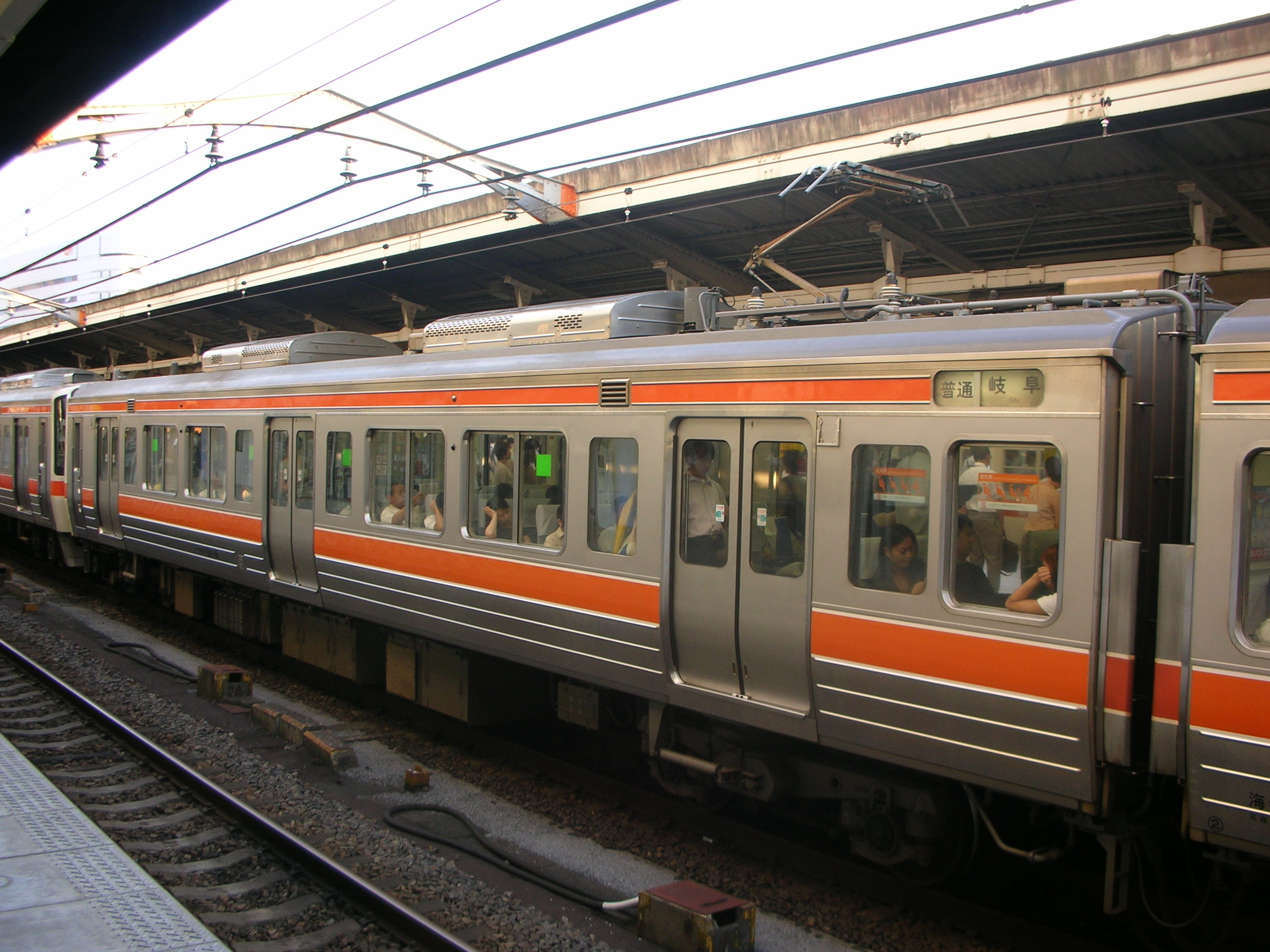
側面車端部
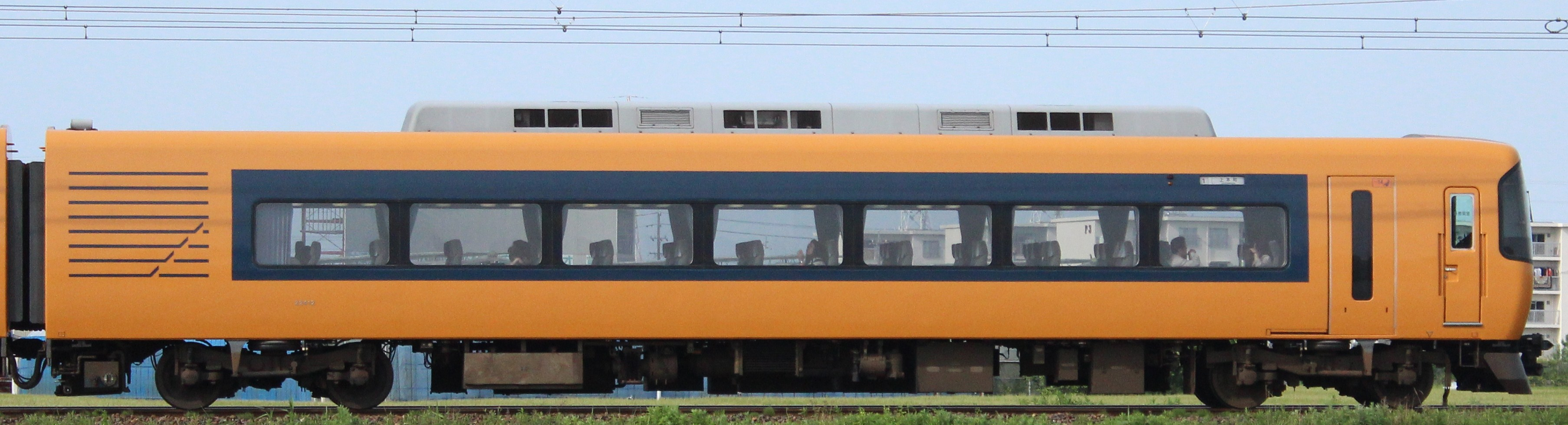
側面右

### 切换方向幕

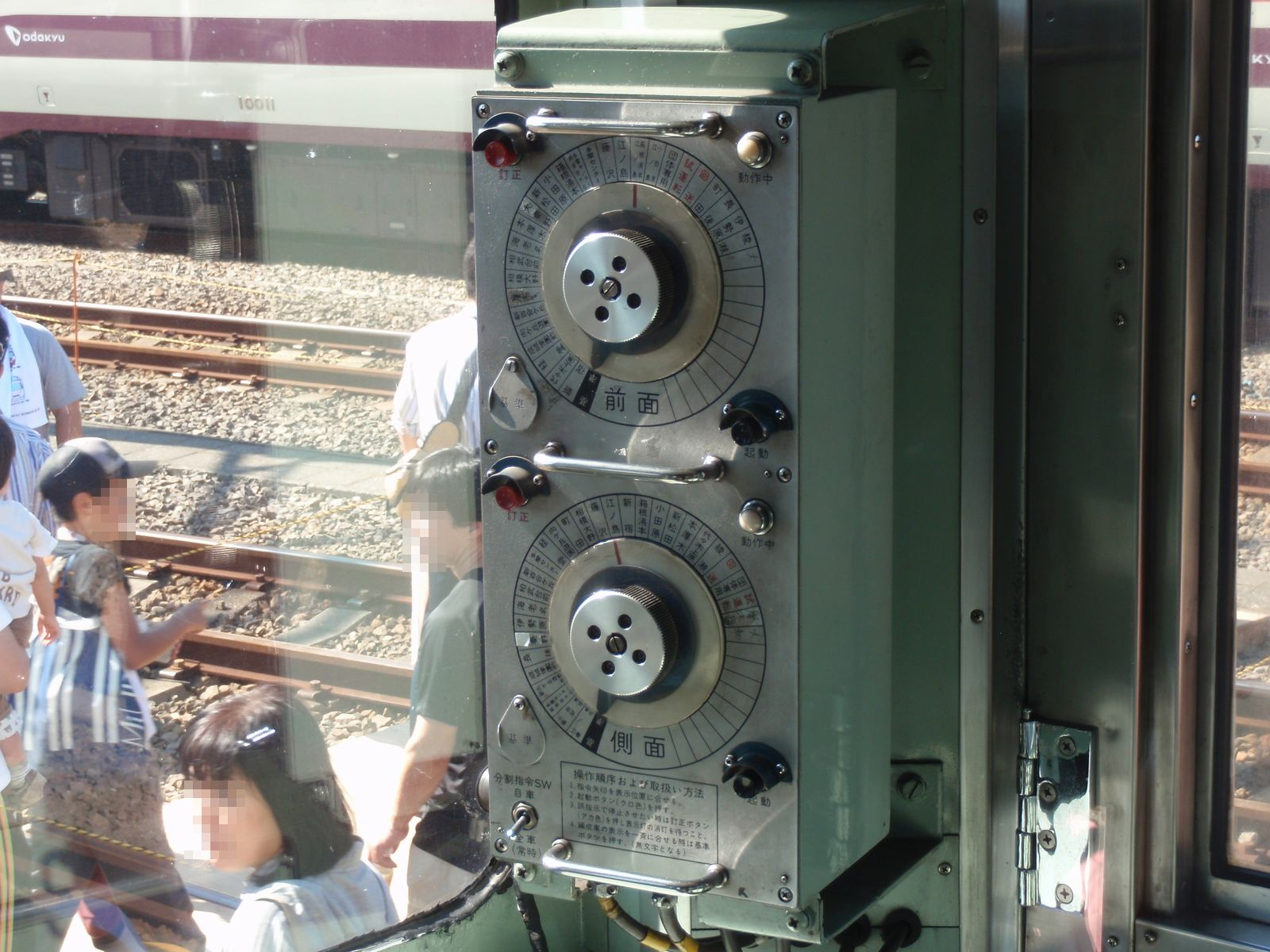
刻度盘式字幕表示器操作盘例（小田急5000形電車）

方向幕可以手动或电动切换。手卷的幕，在幕的内侧号码很小地被记入，与把手附近被揭示了的目的地对照表一边转动方向盘使之表示的情况多。
电动幕，根据装备在乘务员室的指令机，操作编成中的全字幕表示机。作为电动幕的初期的采用例子可以举出国铁481系电车和长野电铁0系电车。根据私营铁路的不同，不是按东武8000系，10000系等号码，而是按列车种类按钮和目的地按钮来决定表示内容。另外，在拨号式指令机上，像小田急电铁和远州铁路等，标记的不是数字，而是表示内容的商业者也存在。
电压比较式，脉冲编码式等顺畅地移动的东西，国铁201系，205系等1980年代以后被新造了的车辆等多。同步进段式每帧停止一瞬。从刚开始搭载电动式方向幕的时候开始的一般的东西。103系，113系，183系等国铁中期以后被制造了的车辆多。

### 有軌電車的系统表示
只显示系统的装置仅限于大阪有軌電車、南海电铁阪堺上町线（现阪堺电气轨道）等地可见，几乎所有的方向都显示在方向幕上，并显示有系统号码。大阪市电在战前是“50”表示，但战时变更为号码。另外，战前东京都电车124;都电有显示快车、打折、满员等的类别幕和有系统幕的车辆。

## 韩国
在韩国的地铁上，和日本有着同样的方向幕，近年来被LED化的车辆增多了。但是关于侧面的方向幕，由于向各站台设置了月台门（全屏型）导致难以确认，所以也有中止使用的车辆。
通常，目的地用韩文和英语并记（LED车的情况，韩文和英语交替表示，光州地铁中文·日语也表示），首都圈电铁的快车（相当于日本的快速），不是象日本一样的「类别目的地」「目的地急行(Rapid)」被表示。
但是，在进行循环驾驶的首尔交通公社2号线，内转电车表示「内线循环(Innner Circle Line)」，外转电车表示「外线循环(Outer Circle Line)」。以前只表示「循环(Circle line，此后Circulation变更)」。另外，在首尔交通公司6号线上，由于一部分是环行线，所以前往环路线所在的鹰岩方向时会出现鹰岩循环(Eungam Loop)、过鹰岩环路线后会发生山峰火山的变更。如果都是中途停留的列车，则表示其目的地。

## 印度尼西亚
印尼的KRL Jabotabek(PT.KAI)的各车辆也装备着方向幕，表示着目的地和列车种类。

## 香港及澳門

### 香港

#### 塑膠路線牌

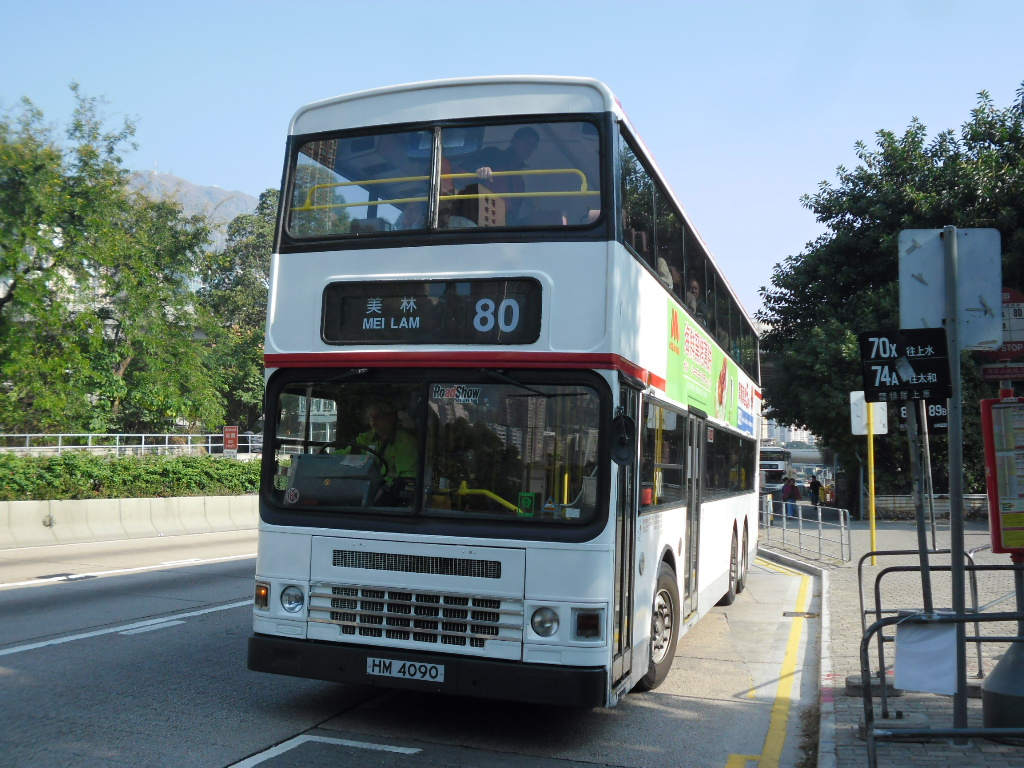
在90年代的九巴使用兩塊塑膠牌，分別顯示目的地和路線。

九龍巴士和龍運巴士在90年代中期開始使用塑膠路牌，以取代傳統的布牌，並成為了在千禧前，九巴車隊中的基本配置。
塑膠路線牌比起布牌，不但輕便得多，亦因為一卷布能夠顯示的目的地有限，而不能描述更詳細的資料，如附近街道名稱。

#### 電子路線牌

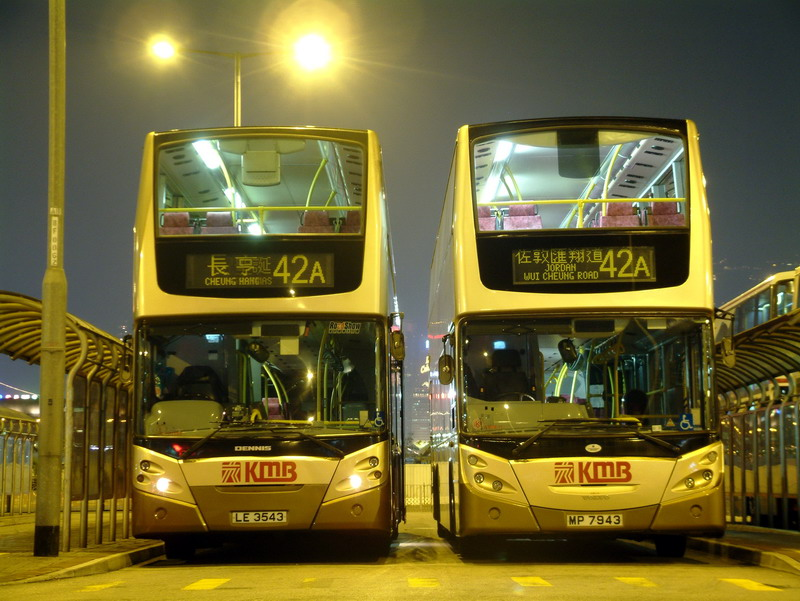
九巴的車隊使用Hanover綠色電牌。

在千禧年代左右，香港各巴士公司開始使用不同公司出品的電子路線牌，以Hanover製造的電牌最為常見，至今仍一直使用。

### 澳門

#### 電子路線牌
至2010年起，澳門各大巴士公司都開始使用電子路線牌以顯示目的地。

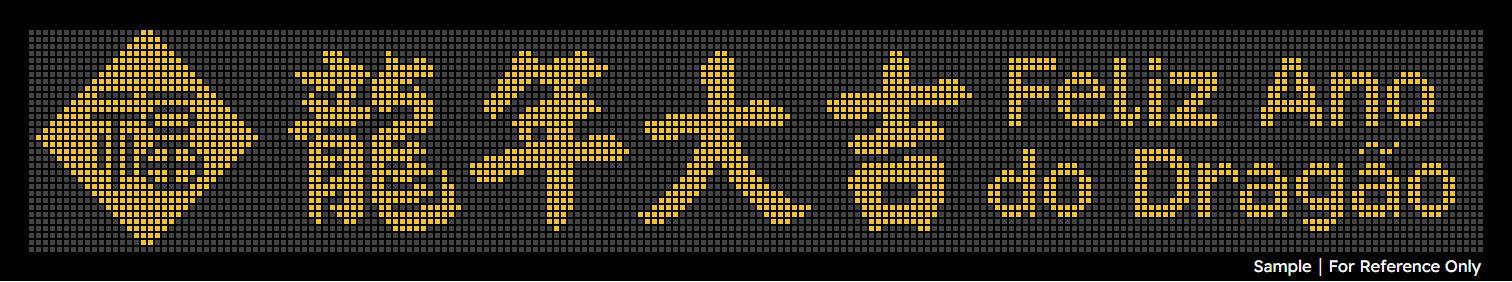
在農曆新年時，澳巴會在指定電牌加插新年信息，以示祝福。

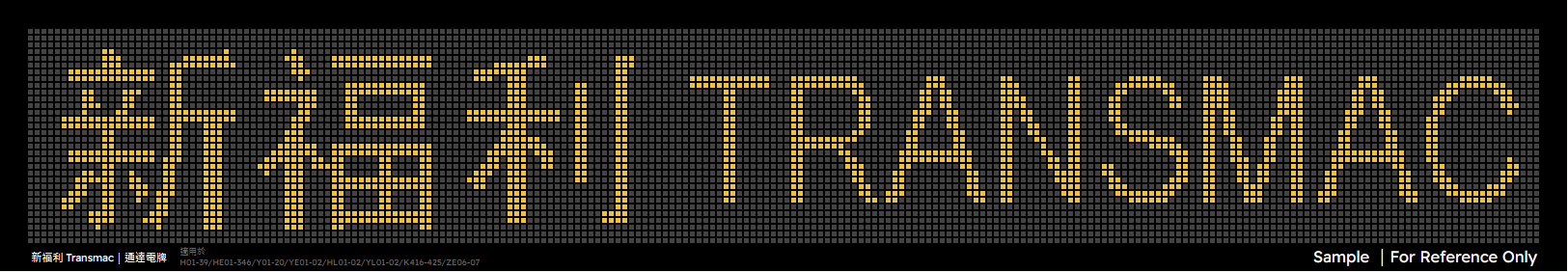

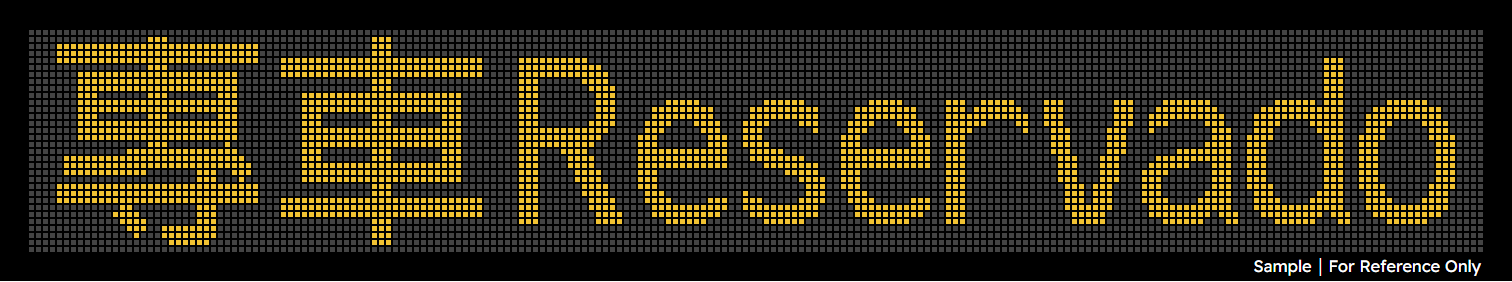

另外，在特別節日時，電牌亦可以顯示特別信息。

## 另見
- Platform display

## 外部連結
Rollsign Gallery, showing the history of public transit through their destination signs - USA, Canada, overseas: www.rollsigngallery.com （页面存档备份，存于）